# Lake and Peninsula Borough, Alaska
Lake and Peninsula Borough (în engleză Lake and Peninsula Borough) este un borough (echivalent al unui comitat) din statul Alaska, Statele Unite ale Americii.

## Demografie
|  | Graficele sunt indisponibile din cauza unor probleme tehnice. Mai multe informații se găsesc la Phabricator și la wiki-ul MediaWiki. |

Date: Wikidata - grafică realizată de Wikipedia